# Naval Action
Naval Action (скорочено NA; укр. Морський бій) — онлайн-відеогра від київської студії GAME LABS, яка брала участь у розробці таких ігор як «Darthmod», «World of Warplanes», «World of Tanks», «RaceRoom», «IL2-Sturmovik», «Metro», «STALKER». Події відбуваються в «Золоту добу» вітрильних кораблів приблизно з 1680-го до 1820-х років.
Відеогра створена на рушії Unity3D, що забезпечує реалістичні моделі кораблів та відкритий світ карибських морських просторів, де за багаті землі борються такі держави як Велика Британія, Франція, Іспанія, Данія, США, Голландія, Швеція і пірати. Гра знаходиться в альфа версії, але стрімко розвивається.

## Ігровий процес

### Морський бій
На даному етапі розробки в грі є три типи озброєння. Це універсальні середні гармати, точні довгоствольні та фугасні каронади, у майбутньому мортири, коли з'явиться мортирний бриг. Гравець зможе вибирати озброєння для різних задач або комбінувати його. Відповідно існують різні типи боєприпасів: картеч (для вбивства команди), кніпель (для пошкодження вітрил) та ядро (основний боєприпас).

### Абордаж
Абордаж поки що реалізований як пораундна міні-гра, у якій є накази, які вибирає сам гравець, що робити команді його корабля в поточному чи наступному раунді. Результативність вашої команди, залежить від кількості морпіхів, мушкетів та моралі команди. Щоб взяти ворожий корабель на абордаж, потрібно спочатку дати команду «підготовку» до абордажу щоб потрібна кількість матросів підготувалася до бою. Також швидкість вашого і ворожого корабля має бути менше 4-3 вузлів. Після успішного абордажу захоплений корабель та трюм — повністю під вашим командуванням.

### Навігація
Керування кораблем проходить на основі реальних маневрів, наприклад поворот оверштаг тощо.

### Система ушкоджень
Система ушкоджень має низку параметрів, тому кожне ядро, яке влучає в корабель, може як пробити броню, так і лише подряпати її. Враховуються калібр гармати і бронювання корпусу, кут атаки. Ядро малого калібру може просто відбитися від броні і впасти у море, або відрикошетити у вітрило чи навіть в інший корабель і вбити члена команди. Якщо при пожежі не дати матросам команди гасити пожежу, корабель охопить полум'я і він може вибухнути. Кораблі поблизу можуть самі зазнати ушкоджень, загорітися і також вибухнути.

### Розвиток персонажа
Система рангів обмежує тільки кількість матросів. Тобто, заробивши ігрових грошей, гравець можете навіть з найпершим рангом купити фрегат, але з командою в 40 матросів не зможе його ефективно використовувати.
| Ранги | Досвід (ХР) | Max к-сть матросів | Найбільший корабель з повною командою |
| ----- | ----------- | ------------------ | ------------------------------------- |
| 1.    | 0           | 40                 | Cutter                                |
| 2.    | 1000        | 60                 | Privateer                             |
| 3.    | 1000        | 120                | Brig                                  |
| 4.    | 2500        | 150                | Navy Brig                             |
| 5.    | 5000        | 200                | Cerberus                              |
| 6.    | 10000       | 250                | Surprise                              |
| 7.    | 20000       | 350                | Trincomalee                           |
| 8.    | 50000       | 650                | 3rd rate                              |
| 9.    | 75000       | 800                | Pavel                                 |
| 10.   | 100000      | 1100               | Santisima                             |

### Ранги
| №   | Голландія                              | Велика Британія                          | Іспанія                                | Франція                                   | США                                      | Данія                               | Швеція                               | Пірати                |
| --- | -------------------------------------- | ---------------------------------------- | -------------------------------------- | ----------------------------------------- | ---------------------------------------- | ----------------------------------- | ------------------------------------ | --------------------- |
| 1.  | Jonker (Юнга)                          | Midshipman (Гардемарин)                  | Guardiamarina (Гардемарин)             | Garde-Marine (Гардемарин)                 | Midshipman (Гардемарин)                  | Kadet (Кадет)                       | Kadett (Кадет)                       | Thief (Злодій)        |
| 2.  | Adelborst (Гардемарин)                 | Ensign (Прапороносець)                   | Alférez de Navío (Молодший лейтенант)  | Enseigne de Vaisseau (Молодший лейтенант) | Junior Lieutenant (Молодший лейтенант)   | Månedsløjtnant (Молодший лейтенант) | Fänrik (Прапороносець)               | Rascal (Шахрай)       |
| 3.  | Tweede Luitenant (Другий лейтенант)    | Second Lieutenant (Другий лейтенант)     | Teniente de Fragata (Лейтенант)        | Lieutenant de Frégate (Лейтенант)         | Second Lieutenant (Другий лейтенант)     | Sekondløjtnant (Другий лейтенант)   | Sekundlöjtnant (Другий лейтенант)    | Scoundrel (Негідник)  |
| 4.  | Eerste Luitenant (Лейтенант)           | First Lieutenant (Лейтенант)             | Teniente de Navío (Перший лейтенант)   | Lieutenant de Vaisseau (Перший лейтенант) | First Lieutenant (Лейтенант)             | Premierløjtnant (Лейтенант)         | Premiärlöjtnant (Лейтенант)          | Marauder (Мародер)    |
| 5.  | Kapitein-Luitenant (Капітан-лейтенант) | Lieutenant Commander (Капітан-лейтенант) | Capitán de Corbeta (Капітан-лейтенант) | Capitaine de Corvette (Капітан-лейтенант) | Lieutenant Commander (Капітан-лейтенант) | Kaptajnløjtnant (Капітан-лейтенант) | Kaptenlöjtnant (Капітан-лейтенант)   | Plunderer (Грабіжник) |
| 6.  | Kapitein (Капітан)                     | Master and Commander (Капітан)           | Capitán de Fragata (Капітан)           | Capitaine de Frégate (Капітан)            | Master and Commander (Капітан)           | Kaptajn (Капітан)                   | Kapten (Капітан)                     | Raider (Рейдер)       |
| 7.  | Commandeur-Kapitein (Командир-капітан) | Post Captain (Командир-капітан)          | Capitán de Navío (Капітан)             | Capitaine de Vaisseau (Капітан)           | Captain (Командир-капітан)               | Kommandørkaptajn (Командир-капітан) | Kommendörkapten (Командир-капітан)   | Ravager (Руйнівник)   |
| 8.  | Vlaggenkapitein (Прапороносець)        | Flag Captain (Прапороносець)             | Capitán de Bandera (Прапороносець)     | Capitaine de Pavillon (Прапороносець)     | Flag Captain (Прапороносець)             | Flag Kaptajn (Прапороносець)        | Kapten på Flaggskepp (Прапороносець) | Demon (Демон)         |
| 9.  | Commandeur (Командир)                  | Commodore (Командир)                     | Brigadier (Командир)                   | Chef de Division (Командир)               | Commodore (Командир)                     | Kommandør (Командир)                | Kommendör (Командир)                 | Devil (Диявол)        |
| 10. | Schout-bij-Nacht (Контр-адмірал)       | Rear Admiral (Контр-адмірал)             | Jefe de Escuadra (Адмірал флоту)       | Chef d'Escadre (Адмірал флоту)            | Rear Admiral (Контр-адмірал)             | Kontreadmiral (Контр-адмірал)       | Konteramiral (Контр-адмірал)         | Curse (Проклятий)     |

## Кораблі

### Військові
Lynx

Lynx (укр. Рись) — Американське каперське судно 1812 року. У 1813 році був захоплений британцями. Вони взяли його на експлатацію як HMS Mosquidobit.
В грі це найперший та найменший корабель.
| Бойовий рейтинг | Команда | К-сть гармат | Калібр | Макс. швидкість | Проектування | Структура К/Б/Н | Вантажопідйомність | Рівень крафту |
| --------------- | ------- | ------------ | ------ | --------------- | ------------ | --------------- | ------------------ | ------------- |
| 20              | 50      | 8            | 6/12   | 13.77           | Мілководний  | 77/770/193      | 50                 | 0             |

 Cutter 

Cutter (укр. Куттер) — Зародився в англійському каналі Ла-Манш, спочатку використовувався не в бойових цілях, основний корабель контрабандистів.
В грі це стартовий корабель, на якому ви вперше вийдете у море.
| Бойовий рейтинг | Команда | К-сть гармат | Калібр | Макс. швидкість | Проектування | Структура К/Б/Н | Вантажопідйомність | Рівень крафту |
| --------------- | ------- | ------------ | ------ | --------------- | ------------ | --------------- | ------------------ | ------------- |
| 30              | 40      | 12           | 6/12   | 12.47           | Мілководний  | 88/880/220      | 60                 | 3             |

 Privateer 

Privateer (укр. Капер) — Модернізований корабель Lynx.
| Бойовий рейтинг | Команда | К-сть гармат | Калібр | Макс. швидкість | Проектування | Структура К/Б/Н | Вантажопідйомність | Рівень крафту |
| --------------- | ------- | ------------ | ------ | --------------- | ------------ | --------------- | ------------------ | ------------- |
| 30              | 60      | 12           | 6/18   | 13              | Мілководний  | 85/851/213      | 50                 | 5             |

 Pickle 

Pickle (укр. Розсіл) — Пречудовий початковий корабель, гідна заміна Cutter'a i Lynx'a.
| Бойовий рейтинг | Команда | К-сть гармат | Калібр | Макс. швидкість | Проектування | Структура К/Б/Н | Вантажопідйомність | Рівень крафту |
| --------------- | ------- | ------------ | ------ | --------------- | ------------ | --------------- | ------------------ | ------------- |
| 40              | 55      | 12           | 6/12   | 12.76           | Мілководний  | 99/990/248      | 60                 | 5             |

 Brig 

Brig (укр. Бриг) — Невелийкий воєнний корабель. Швидкий і маневриний, що зробило його популярним серед піратів у 18 столітті.
| Бойовий рейтинг | Команда | К-сть гармат | Калібр | Макс. швидкість | Проектування | Структура К/Б/Н | Вантажопідйомність | Рівень крафту |
| --------------- | ------- | ------------ | ------ | --------------- | ------------ | --------------- | ------------------ | ------------- |
| 50              | 110     | 16           | 6/18   | 12.76           | Мілководний  | 187/1870/468    | 100                | 8             |

 Snow 

Snow (укр. Сніг) — Друге ім'я його «snauw», що голланською означае дзьоб, що характеризує його гостру частину носа. Корабель озброєний
 носовими і кормовими гарматами.
| Бойовий рейтинг | Команда | К-сть гармат | Калібр | Макс. швидкість | Проектування | Структура К/Б/Н | Вантажопідйомність | Рівень крафту |
| --------------- | ------- | ------------ | ------ | --------------- | ------------ | --------------- | ------------------ | ------------- |
| 50              | 120     | 22           | 4/18   | 12.15           | Мілководний  | 135/1350/338    | 150                | 13            |

 Navy Brig 

Navy Brig (укр. Воєнний бриг) — Модернізована версія брига, більше броні та додаткові 2 гармати.
| Бойовий рейтинг | Команда | К-сть гармат | Калібр | Макс. швидкість | Проектування | Структура К/Б/Н | Вантажопідйомність | Рівень крафту |
| --------------- | ------- | ------------ | ------ | --------------- | ------------ | --------------- | ------------------ | ------------- |
| 70              | 135     | 18           | 6/18   | 12.39           | Мілководний  | 204/2035/509    | 100                | 11            |

 Mercury 

Mercury — Воєнний бриг російського флоту 19 століття, використовувався у російсько-турецькій війні.
| Бойовий рейтинг | Команда | К-сть гармат | Калібр | Макс. швидкість | Проектування | Структура К/Б/Н | Вантажопідйомність | Рівень крафту |
| --------------- | ------- | ------------ | ------ | --------------- | ------------ | --------------- | ------------------ | ------------- |
| 70              | 135     | 20           | 6/24   | 12.48           | Мілководний  | 188/1877/469    | 160                | 15            |

 Niagara 

Niagara — Американський бриг 19 століття якого зазвичай називали США Бриг Ніагара.
| Бойовий рейтинг | Команда | К-сть гармат | Калібр | Макс. швидкість | Проектування | Структура К/Б/Н | Вантажопідйомність | Рівень крафту |
| --------------- | ------- | ------------ | ------ | --------------- | ------------ | --------------- | ------------------ | ------------- |
| 100             | 155     | 20           | 9/32   | 12.72           | Мілководний  | 157/1577/394    | 100                | 15            |

 Cerberus 

Cerberus — Британський фрегат королівського флоту 18 століття. Був спалений, щоб запобігти захопленню французами під час американської
 війни за незалежність.
| Бойовий рейтинг | Команда | К-сть гармат | Калібр | Макс. швидкість | Проектування  | Структура К/Б/Н | Вантажопідйомність | Рівень крафту |
| --------------- | ------- | ------------ | ------ | --------------- | ------------- | --------------- | ------------------ | ------------- |
| 100             | 195     | 26           | 4/32   | 12.62           | Глибоководний | 216/2164/541    | 175                | 15            |

 Renommee 

Renommee — Французький фрегат La Renommee служив в Королівському флоті в 18 столітті. 24 вересня 1747 у битві з англійським 50-ти гарматним
 кораблем HMS Dower був взятий в полон, пізніше був включений в англійський Королівський флот. У грі найшвидший корабель.
| Бойовий рейтинг | Команда | К-сть гармат | Калібр | Макс. швидкість | Проектування  | Структура К/Б/Н | Вантажопідйомність | Рівень крафту |
| --------------- | ------- | ------------ | ------ | --------------- | ------------- | --------------- | ------------------ | ------------- |
| 110             | 240     | 30           | 6/32   | 13.81           | Глибоководний | 242/2415/604    | 190                | 20            |

 Surprise 

Surprise — «Сюрприз» фрегат 6 рангу британського Королівського флоту. Представлений у кінострічці Володар морів.
| Бойовий рейтинг | Команда | К-сть гармат | Калібр | Макс. швидкість | Проектування  | Структура К/Б/Н | Вантажопідйомність | Рівень крафту |
| --------------- | ------- | ------------ | ------ | --------------- | ------------- | --------------- | ------------------ | ------------- |
| 140             | 240     | 38           | 6/32   | 12.34           | Глибоководний | 239/2385/596    | 200                | 20            |

 Frigate 

Frigate Cherubim — Вигаданий фрегат «Херувімъ», корабель 5 рангу. За основу був взятий фрегат Diana.
| Бойовий рейтинг | Команда | К-сть гармат | Калібр | Макс. швидкість | Проектування  | Структура К/Б/Н | Вантажопідйомність | Рівень крафту |
| --------------- | ------- | ------------ | ------ | --------------- | ------------- | --------------- | ------------------ | ------------- |
| 170             | 280     | 38           | 6/32   | 12.14           | Глибоководний | 268/2675/669    | 225                | 25            |

 Belle Poule 

Belle Poule — Французький фрегат 18 століття. У перекладі Belle Poule — «Чудова курочка».
| Бойовий рейтинг | Команда | К-сть гармат | Калібр | Макс. швидкість | Проектування  | Структура К/Б/Н | Вантажопідйомність | Рівень крафту |
| --------------- | ------- | ------------ | ------ | --------------- | ------------- | --------------- | ------------------ | ------------- |
| 180             | 280     | 38           | 6/32   | 12.20           | Глибоководний | 309/3089/772    | 225                | 28            |

 Pirate Frigate 

Pirate Frigate — Звичайний фрегат із збільшеною командою.
| Бойовий рейтинг | Команда | К-сть гармат | Калібр | Макс. швидкість | Проектування  | Структура К/Б/Н | Вантажопідйомність | Рівень крафту |
| --------------- | ------- | ------------ | ------ | --------------- | ------------- | --------------- | ------------------ | ------------- |
| 180             | 300     | 38           | 6/32   | 11.91           | Глибоководний | 268/2675/669    | 225                | немає         |

 Essex 

Essex — Американський фрегат (1799 р.), пізніше захоплений британцями.
| Бойовий рейтинг | Команда | К-сть гармат | Калібр | Макс. швидкість | Проектування  | Структура К/Б/Н | Вантажопідйомність | Рівень крафту |
| --------------- | ------- | ------------ | ------ | --------------- | ------------- | --------------- | ------------------ | ------------- |
| 200             | 315     | 40           | 6/32   | 12.20           | Глибоководний | 403/4030/1007   | 250                | 30            |

 Trincomalee 

Trincomalee — Фрегат британського Королівського Флоту Leda-класа. Був збудований після наполеонської війни.
| Бойовий рейтинг | Команда | К-сть гармат | Калібр | Макс. швидкість | Проектування  | Структура К/Б/Н | Вантажопідйомність | Рівень крафту |
| --------------- | ------- | ------------ | ------ | --------------- | ------------- | --------------- | ------------------ | ------------- |
| 200             | 325     | 50           | 9/32   | 12.47           | Глибоководний | 448/4479/1120   | 275                | 30            |

 Constitution 

Constitution — Так званий супер-фрегат або 4-тий рейт, найбільший фрегат у грі.
| Бойовий рейтинг | Команда | К-сть гармат | Калібр | Макс. швидкість | Проектування  | Структура К/Б/Н | Вантажопідйомність | Рівень крафту |
| --------------- | ------- | ------------ | ------ | --------------- | ------------- | --------------- | ------------------ | ------------- |
| 300             | 450     | 54           | 12/42  | 12.07           | Глибоководний | 690/6900/1725   | 300                | 35            |

 Ingermanland 

Ingermanland — Російський 3-тій рейт, найменший серед лінійних кораблів.
| Бойовий рейтинг | Команда | К-сть гармат | Калібр | Макс. швидкість | Проектування  | Структура К/Б/Н | Вантажопідйомність | Рівень крафту |
| --------------- | ------- | ------------ | ------ | --------------- | ------------- | --------------- | ------------------ | ------------- |
| 300             | 470     | 62           | 4/32   | 11.49           | Глибоководний | 587/5865/1465   | 350                | 35            |

 3rd 

3rd — Основний лінійний корабель усіх націй.
| Бойовий рейтинг | Команда | К-сть гармат | Калібр | Макс. швидкість | Проектування  | Структура К/Б/Н | Вантажопідйомність | Рівень крафту |
| --------------- | ------- | ------------ | ------ | --------------- | ------------- | --------------- | ------------------ | ------------- |
| 500             | 650     | 74           | 9/68   | 11.18           | Глибоководний | 740/7400/1850   | 350                | 40            |

 Bellona 

Bellona — Лінійний корабель, відрізняється від 3-го більшим калібром гармат на основній деці.
| Бойовий рейтинг | Команда | К-сть гармат | Калібр | Макс. швидкість | Проектування  | Структура К/Б/Н | Вантажопідйомність | Рівень крафту |
| --------------- | ------- | ------------ | ------ | --------------- | ------------- | --------------- | ------------------ | ------------- |
| 550             | 650     | 74           | 9/68   | 11.18           | Глибоководний | 740/7400/1850   | 350                | 40            |

 Pavel 

Pavel — Російський 2-ий рейт.
| Бойовий рейтинг | Команда | К-сть гармат | Калібр | Макс. швидкість | Проектування  | Структура К/Б/Н | Вантажопідйомність | Рівень крафту |
| --------------- | ------- | ------------ | ------ | --------------- | ------------- | --------------- | ------------------ | ------------- |
| 600             | 800     | 82           | 9/68   | 11.42           | Глибоководний | 900/9000/2250   | 375                | 40            |

 Victory 

Victory — 106-ти гарматний 1-ий рейт, який побував у Трафальгарскій битві.
| Бойовий рейтинг | Команда | К-сть гармат | Калібр | Макс. швидкість | Проектування  | Структура К/Б/Н | Вантажопідйомність | Рівень крафту |
| --------------- | ------- | ------------ | ------ | --------------- | ------------- | --------------- | ------------------ | ------------- |
| 900             | 850     | 106          | 12/68  | 10.47           | Глибоководний | 1150/11500/2875 | 425                | 45            |

 Santisima 

Santisima — Повна назва «Нуестра Сеньйора де ла Сантісіма Тринидад». Найбільш озброєний лінійний корабель у грі.
| Бойовий рейтинг | Команда | К-сть гармат | Калібр | Макс. швидкість | Проектування  | Структура К/Б/Н | Вантажопідйомність | Рівень крафту |
| --------------- | ------- | ------------ | ------ | --------------- | ------------- | --------------- | ------------------ | ------------- |
| 900             | 1050    | 138          | 9/68   | 10.81           | Глибоководний | 1140/11400/2850 | 450                | 45            |

### Торгові
Traders Lynx

Traders Lynx (укр. Рись) — Американське каперське судно 1812 року. У 1813 році був захоплений британцями. Вони взяли його на експлуатацію як HMS Mosquidobit.
В грі це найперший та найменший корабель.
| Бойовий рейтинг | Команда | К-сть гармат | Калібр | Макс. швидкість | Проектування | Структура К/Б/Н | Вантажопідйомність | Рівень крафту |
| --------------- | ------- | ------------ | ------ | --------------- | ------------ | --------------- | ------------------ | ------------- |
| 10              | 20      | 0            | 0/0    | 11.34           | Мілководний  | 70/700/175      | 800                | 0             |

 Traders Cutter 

Traders Cutter (укр. Куттер) — Зародився в англійському каналі Ла-Манш, спочатку використовувався не в бойових цілях, основний корабель контрабандистів.
| Бойовий рейтинг | Команда | К-сть гармат | Калібр | Макс. швидкість | Проектування | Структура К/Б/Н | Вантажопідйомність | Рівень крафту |
| --------------- | ------- | ------------ | ------ | --------------- | ------------ | --------------- | ------------------ | ------------- |
| 10              | 20      | 0            | 0/0    | 11.66           | Мілководний  | 80/800/200      | 1600               | 3             |

 Traders Brig 

Traders Brig (укр. Бриг) — Невеликий торговий корабель. Швидкий і маневрений.
| Бойовий рейтинг | Команда | К-сть гармат | Калібр | Макс. швидкість | Проектування | Структура К/Б/Н | Вантажопідйомність | Рівень крафту |
| --------------- | ------- | ------------ | ------ | --------------- | ------------ | --------------- | ------------------ | ------------- |
| 10              | 60      | 0            | 0/0    | 11.95           | Мілководний  | 180/1800/400    | 2400               | 8             |

 Traders Snow 

Traders Snow (укр. Сніг) — Друге ім'я його «snauw», що голландською означає дзьоб, що характеризує його гостру частину носа.
| Бойовий рейтинг | Команда | К-сть гармат | Калібр | Макс. швидкість | Проектування | Структура К/Б/Н | Вантажопідйомність | Рівень крафту |
| --------------- | ------- | ------------ | ------ | --------------- | ------------ | --------------- | ------------------ | ------------- |
| 10              | 65      | 6            | 6/18   | 11.34           | Мілководний  | 135/1350/338    | 3200               | 13            |

 Le Gros Ventre 

le Gros Ventre — Торговельний корабель, за основу взятий фрегат Belle Poule.
| Бойовий рейтинг | Команда | К-сть гармат | Калібр | Макс. швидкість | Проектування  | Структура К/Б/Н | Вантажопідйомність | Рівень крафту |
| --------------- | ------- | ------------ | ------ | --------------- | ------------- | --------------- | ------------------ | ------------- |
| 80              | 240     | 20           | 9/24   | 11.87           | Глибоководний | 294/2935/734    | 4800               | 27            |

### Преміум
Yacht 

Yacht (укр. Яхта) — Єдиний преміум корабель у грі, який подарували розробники за придбання преордера гри.
| Бойовий рейтинг | Команда | К-сть гармат | Калібр | Макс. швидкість | Проектування | Структура К/Б/Н | Вантажопідйомність | Рівень крафту |
| --------------- | ------- | ------------ | ------ | --------------- | ------------ | --------------- | ------------------ | ------------- |
| 30              | 40      | 12           | 6/12   | 13.90           | Мілководний  | 80/800/190      | 50                 | немає         |